# أورسك
أورسك (الروسية: Орск) هي إحدى مدن روسيا في الكيان الفدرالي الروسي أورنبرغ أوبلاست.